# Hondskerk
De Hondskerk is een bosgebied in het zuiden van de Nederlandse provincie Limburg, gelegen in de gemeenten Beekdaelen en Sittard-Geleen. Het bos is een hellingbos op de Wanenberg, een heuvel die het uiteinde vormt van het Hoog Roth, een terras van het Plateau van Doenrade. Het hellingbos ligt op de noordoosthelling van de Steengrub, een zijtak van de Geleenbeek. Het ligt ten zuiden van Windraak, ten westen van Doenrade, ten noorden van Puth en ten oosten van Munstergeleen.
In het gebied bevindt zich een heemtuin van natuurorganisatie IVN.
Ten noorden van de Hondskerk ligt het natuur- en recreatiegebied Windraak.